# 박가람 (배우)
박가람(본명: 박소현, 2000년 7월 21일 ~ )은 대한민국의 배우이며, 2011년 뮤지컬 배우로 최초 데뷔하여 배우 활동을 시작했다.

## 학력
- 서울공연예술고등학교 연극영화학과
- 동덕여자대학교 방송연예학과 졸업

## 출연 작품

### 드라마
- 2013년 KBS2 단막극 《KBS 드라마 스페셜 - 유리 반창고》 - 유리 역
- 2015년 투니버스 화요드라마 《내일은 실험왕》 - 유세나 역
- 2016년 KBS2 단막극 《KBS 드라마 스페셜 - 퍼펙트 센스》 - 박지혜 역
- 2017년 KBS2 수목드라마 《오 마이 금비》 - 17세 유금비 역 (최종회 단역)
- 2017년 tvN 수목드라마 《크리미널 마인드》 - 어린 송유경 역 (임수향 아역)
- 2017년 KBS2 수목드라마 《흑기사》 - 어린 정해라 / 분이 역 (신세경 아역)
- 2018년 JTBC 금토드라마 《미스티》 - 어린 서은주 역 (전혜진 아역)
- 2018년 SBS 아침연속극 《나도 엄마야》 - 임세인(제니) 역
- 2018년 KBS2 월화드라마 《러블리 호러블리》 - 고등학생 오을순 역 (송지효 아역)
- 2019년 tvN 토일드라마 《호텔 델루나》 - 정수정 역

### 예능
- 2015년 ~ 2017년 MBC 《드림 주니어》 MC

### 뮤지컬
- 2011년 《드림헤어》 - 순이 역
- 2011년 《명성왕후》 - 참요 역

### 광고
- 굽네치킨 - 허니멜로 편
- 정관장 아이패스 M - 픽업 편
- VONO 스프
- 3M 넥스케어 - 체조 편

## 수상 및 후보
| 연도 | 시상식       | 부문              | 작품                    | 결과 |
| ---- | ------------ | ----------------- | ----------------------- | ---- |
| 2018 | KBS 연기대상 | 여자 청소년연기상 | 흑기사, 러블리 호러블리 | 후보 |